# Ambroise Ouédraogo
 (avril 2024).
Ambroise Ouédraogo, né le 15 décembre 1948 à Ouagadougou, est un évêque burkinabè. Il est évêque du diocèse catholique de Maradi au Niger de 2001 à 2025.

## Carrière
Il est ordonné prêtre le 30 juin 1979. La même année, il est vicaire à la paroisse Sacré Cœur de Dapoya.   
En 1982, il est nommé prêtre militaire du Burkina Faso.   
En décembre 1985, il est envoyé à Niamey au Niger comme prêtre fidei donum.   
Il est curé de la congrégation Saint Paul de Harobanda à partir de 1986.   
À partir de 1987, il est curé de la jeunesse de Niamey et, à partir de 1989, curé de la cathédrale de Niamey jusqu'en 1999.   
Il est en résidence à l'Institut Catholique de Paris en 1992 et 1993.   
Ambroise Ouédraogos est ordonné évêque auxiliaire de l'archidiocèse de Niamey et évêque titulaire de Severiana (de) le 18 mai 1999. Il est consacré évêque le 26 septembre de la même année par le cardinal Francis Arinze, avec les co-consécrateurs Jean-Marie Untaani Compaoré, archevêque de Ouagadougou, et Guy Romano, évêque de Niamey. 
Il devient évêque du nouveau diocèse de Maradi le 13 mars 2001.  
Dans le diocèse, il crée de nouvelles structures d'administration et de ministère. Il met l'accent sur le dialogue avec la communauté musulmane dans une région où moins de 1 % de la population est chrétienne, dans un contexte où les relations pacifiques ont été interrompues en janvier 2015 par des violences contre des lieux chrétiens à Niamey et Maradi, à la suite de l'attentat terroriste contre Charlie Hebdo à Paris.  
Le 22 février 2025, le pape François accepte sa démission pour raison d'âge.

### Devise
Il a choisi la devise "Tout est grâce".